# Mansai Nomura
Pour les articles homonymes, voir Mansai.
Nomura Mansai II (二世 野村 萬斎, Nisei Nomura Mansai), né à Tokyo (Japon) le 5 avril 1966 sous le nom de Takeshi Nomura (野村 武司, Nomura Takeshi), est un acteur japonais qui joue au théâtre kyōgen et au cinéma.
Il a joué Abe no Seimei dans Onmyoji et Onmyoji 2, une œuvre originale de Baku Yumemakura et a reçu le prix du meilleur acteur aux Blue Ribbon Awards pour son travail dans Onmyoji.

## Carrière
Ses débuts ont lieu à l'âge de trois ans dans le drame Quiver of The Monkey. Depuis, il a également joué dans des drames, notamment dans Aguri en 1997, pour lequel il incarnait le poète dadaïste Eisuke Yoshiyuki et qui a remporté de nombreux prix, ainsi que dans Hana no Ran en 1994.
Il a également joué un rôle de soutien dans le dernier film épique d'Akira Kurosawa, Ran, dans le rôle du jeune ermite Ran, flûtiste aveugle. Il a dépeint Godzilla par capture de mouvement dans Godzilla Resurgence.
Mansai Nomura est nommé par l'Académie japonaise du meilleur acteur pour sa performance dans Le Château flottant.
En mars 2013, il se produit à la Japan Society et à la Rotonde du musée Guggenheim dans deux productions, Macbeth de Shakespeare adapté aux traditions nô et kyōgen avec cinq acteurs, interprété en japonais et sous-titré en anglais ainsi que dans Sanbaso, Divine Dance.
Le 30 juillet 2018, Mansai Nomura est nommé directeur général de la création des Jeux paralympiques et des Jeux olympiques d'été de Tokyo de 2020. Entre juillet 2018 et décembre 2020, il supervise la planification des cérémonies d'ouverture et de clôture des deux Jeux, avant de quitter ses fonctions lorsque l'équipe originale de la cérémonie est dissoute,.

## Filmographie partielle

### Au cinéma
- 1985 : Ran (乱, Ran?) d'Akira Kurosawa : Tsurumaru (comme Takeshi Nomura)
- 2001 : The Yin Yang Master (Onmyoji) : Abe no Seimei[8]
- 2003 : The Yin Yang Master 2 (Onmyoji 2) : Abe no Seimei[8]
- 2012 : The Floating Castle : Narita Nagachika[8]
- 2013 : Le vent se lève : Giovanni Battista Caproni (voix)[9]
- 2016 : Godzilla Resurgence : Godzilla through motion capture[3]
- 2017 : Flower and Sword : Ikenobō Senkō[8]
- 2019 : Whistleblower : Tamio Yasumi[10]
- 2023 : Revolver Lily : Takita[11]
- 2024 : What If Tokugawa Ieyasu Became Prime Minister? : Tokugawa Ieyasu[12]

### À la télévision
- 1994 : Hana no Ran : Hosokawa Katsumoto[8]
- 1997 : Aguri : Eisuke[13]
- 2021 : Doctor-X: Surgeon Michiko Daimon : Hachisuka Ryutaro[14]
- 2023 : What Will You Do, Ieyasu? : Imagawa Yoshimoto[15]
- 2024 : Antihero : Taisuke Datehara[16]